# Glentehøj

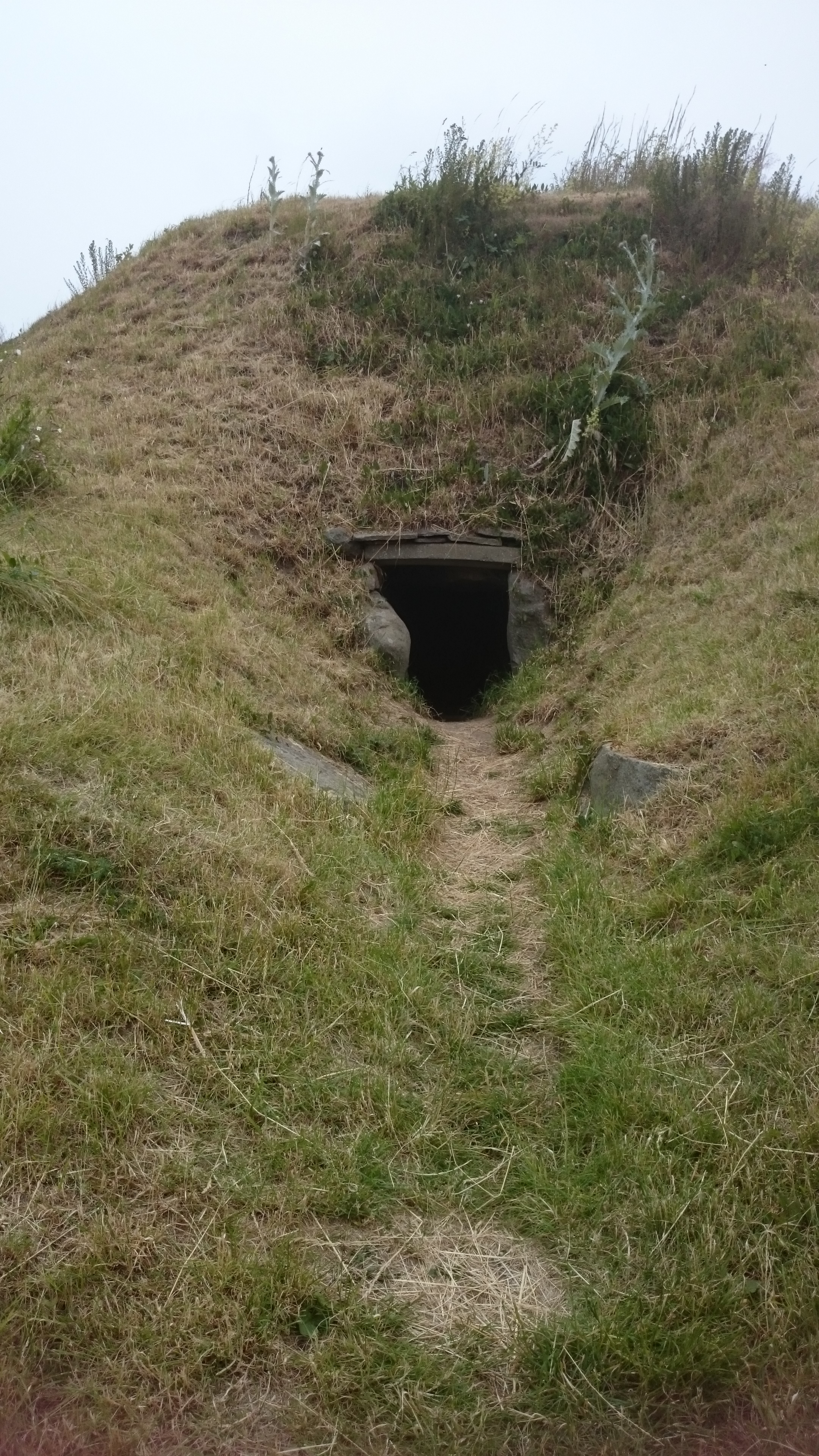
Der Glentehøj

Der Glentehøj ist ein Ganggrab (dänisch Jættestue –  „Riesenstube“) auf der dänischen Insel Lolland. Das Vorzeitdenkmal ist eine Megalithanlage der Trichterbecherkultur (TBK), die zwischen 3500 und 2800 v. Chr. entstand. Es liegt im Nordwesten der Insel östlich von Kragenæs. Das Ganggrab ist eine Bauform jungsteinzeitlicher Megalithanlagen, die aus einer Kammer und einem baulich abgesetzten, lateralen Gang besteht. Diese Form ist primär in Dänemark, Deutschland und Skandinavien sowie vereinzelt in Frankreich und den Niederlanden zu finden. Neolithische Monumente sind Ausdruck der Kultur und Ideologie neolithischer Gesellschaften. Ihre Entstehung und Funktion gelten als Kennzeichen der sozialen Entwicklung.
1826 untersuchten Graf Reventlow und der deutsche Hauslehrer auf Gut Pederstrup, Erasmus Carl Kamla (1800?–1865), den Glentehøj. Es war nicht seine erste Grabung und der in Deutsch verfasste Ausgrabungsbericht von E. C. Kamla zeugt davon, dass er sich gründlich mit den Anlagen auseinandergesetzt hatte. Vor der Ausgrabung fanden Einheimische einige Feuersteindolche und zerscherbte Keramik.

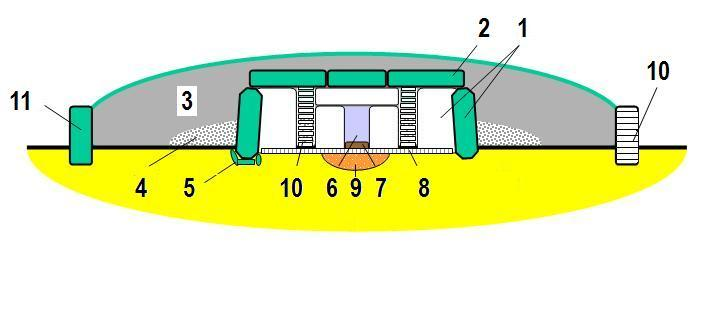
Schema Ganggrab (Querschnitt) 1=Trag-, 2= Deckstein, 3=Erdhügel, 4=Dichtung, 5=Verkeilsteine, 6=Zugang, 7= Schwellenstein. 8=Bodenplatten, 9=Unterbodendepots, 10=Zwischenmauerwerk 11=Randsteine

## Beschreibung
Die vom Zugang her Nordwest-Südost orientierte Kammer ist 8,95 m lang und etwa trapezoid. Während die lange, gerade Nordwest- und die durch den Zugang unterteilte Südostseite sieben Tragsteine haben, hat die gerade nordöstliche 1,5 m breite Stirnseite einen und die leicht gebauchte, etwa 2,5 m breite südwestliche zwei Endsteine. Die Kammer wird von fünf Decksteinen gedeckt, die der Größe nach von Südwesten nach Nordosten abnehmen. Der für lolländische Anlagen typische hohe und breite Zugang besteht noch aus acht Tragsteinen und vier Decksteinen. Lediglich das äußere Trilithen-Element scheint zu fehlen. Die Zwickel zwischen den Orthostaten waren mit Zwischenmauerwerk gefüllt.

## Funde
In der Kammer wurden eine hölzerne Truhe und eine Reihe von Objekten (Bernsteinperlen, Äxte, Meißel und Abschläge von Feuerstein sowie Keramik) gefunden. Die Gefäße wurden auch an der Hügeleinfassung aus Trockenmauerwerk gefunden. Durch die Aufzeichnungen von Kamla über den Inhalt des Großsteingrabes ist zu ersehen, dass sich die Anlage nicht von anderen unterschied. Das Besondere ist jedoch, dass ein Deckstein der Kammer etwa 25 Tonnen wiegt. Er ist damit einer der schwersten Decksteine in einer Megalithanlage der TBK. Die hölzerne Truhe im Grab zeigt an, dass diese große Anlage in der Bronzezeit nachgenutzt wurde.
Nach Abschluss der Ausgrabung beschloss Graf Reventlow, den Hügel wiederherzustellen und die Anlage zu verschließen. In der Kammer wurde eine Bank aufgestellt, während in die Decke ein Loch eingebracht wurde, so dass Tageslicht eindringen konnte. Gustav Adolf Rosenberg (1872–1940) führte im Jahre 1925 eine Restaurierung des Glentehøj durch, der zu diesem Zeitpunkt fast 100 Jahre unberührt geblieben war. In den 1980er Jahren gab es Probleme mit Vandalismus am Glentehøj, die durch eine Restaurierung im Jahre 1988 beseitigt wurden.

## In der Nähe
Südlich der Straße 289 liegt östlich von Horslunde Kong Svends Høj, das größte Ganggrab der Insel und eines der besterhaltenen in Dänemark.